# USS LST-654
O USS LST-654 foi um navio de guerra norte-americano da classe LST que operou durante a Segunda Guerra Mundial.